# Gently
Gently é um álbum de estúdio da cantora e atriz estadunidense Liza Minnelli. Lançado em 1996, trata-se de seu primeiro pela gravadora Angel Records/EMI.
O lançamento ocorreu sete anos após o seu último disco de estúdio, Results, de 1989. Durante esse tempo ela lançou os álbuns ao vivo: Live from Radio City Music Hall, de 1992 e Paris — Palais des Congrès: Intégrale du spectacle, de 1995
Gently é um álbum do gênero musical jazz, que também inclui baladas românticas e números de lounge music com arranjos de vibrafone, piano e trompete com surdina. Seu título e temática fazem referência a momentos da vida amorosa de Minnelli, começando na adolescência, quando ela nutria paixonites por garotos bonitos da escola.
Em 1997, o álbum foi indicado ao Grammy Awards, na categoria de Melhor Álbum Vocal de Pop Tradicional. O prêmio foi para o álbum Here's to the Ladies, do cantor Tony Bennett.

## Divulgação
Durante a promoção do álbum, ela apelidou o trabalho de seu "álbum de amassos" por causa dos temas irremediavelmente sentimentais por trás das escolhas das músicas. Ela resumiu a inspiração por trás do álbum no programa The Rosie O'Donnell Show quando explicou: "Não havia uma seção de romance [na loja de discos]. Então, eu pensei, bom, talvez eu faça um álbum que as pessoas possam se beijar. Lembra-se de beijar? Não era ótimo beijar? É disso que trata este álbum".
Como forma de divulgação, a cantora apareceu no canal de vendas QVC, do Reino Unido. De acordo com Gilbert Hetherwick, vice-presidente sênior e gerente geral da Angel Records, a aparição da cantora no canal foi positiva: "Ela vendeu milhares de seu CD Gently na rede. É uma ótima maneira de adquirir um CD, especialmente para pessoas que vivem em pequenas cidades".

## Recepção crítica
| Críticas profissionais | Críticas profissionais |
| Avaliações da crítica  | Avaliações da crítica  |
| Fonte                  | Avaliação              |
| ---------------------- | ---------------------- |
| AllMusic               | [ 1 ]                  |
| The Guardian           | [ 10 ]                 |
| Chicago Reader         | Favorável              |

As resenhas dos críticos especializados em música foram favoráveis.
Caroline Sullivan, do jornal The Guardian o avaliou com três estrelas de cinco.
William Ruhlmann, do site AllMusic, avaliou com quatro estrelas e meia de cinco e escreveu que Minnelli conseguia unir sua herança musical com as tendências de sua geração.
Rennie Sparks, do jornal Chicago Reader, fez uma crítica favorável, na qual afirmou que aos 50 anos, Liza Minnelli finalmente decidiu abandonar o papel de superstar alegre e otimista, entregando nas canções mais sombrias e profundas, cantadas com uma voz solitária e sentimental, repleta de fragilidade e tristeza.

## Desempenho comercial
Comercialmente, tornou-se um dos álbuns mais bem sucedidos de Minnelli em paradas de sucessos durante os anos de 1990. Na tabela de álbuns mais vendidos da revista Billboard, intitulada Billboard 200, atingiu a posição de número 156. No Reino Unido atingiu a posição de número 58, na tabela de álbuns mais vendidos da Official Charts Company (OCC).
Segundo reportagem da revista Billboard, Gently vendeu mais de 100,000 cópias no mundo.

## Lista de faixas
Créditos adaptados do site AllMusic.
| N.º            | Título                                             | Compositor(es)                | Duração |  |
| 1.             | "Chances Are" (participação de Johnny Mathis)      | Al Stillman, Robert Allen     | 3:16    |  |
| 2.             | "You Stepped Out of a Dream"                       | Gus Kahn, Nacio Herb Brown    | 3:39    |  |
| 3.             | "Embraceable You"                                  | George Gershwin, Ira Gershwin | 4:29    |  |
| 4.             | "Close Your Eyes"                                  | Bernice Petkere               | 3:35    |  |
| 5.             | "Some Cats Know"                                   | Jerry Leiber e Mike Stoller   | 3:47    |  |
| 6.             | "Lost in You"                                      | Jerry Leiber e Mike Stoller   | 4:02    |  |
| 7.             | "I Got Lost in His Arms"                           | Irving Berlin                 | 3:12    |  |
| 8.             | "It Had to Be You"                                 | Isham Jones, Gus Kahn         | 3:32    |  |
| 9.             | "Never Let Me Go"                                  | Jay Livingston, Ray Evans     | 3:15    |  |
| 10.            | "Does He Love You?" (participação de Donna Summer) | Sandy Knox, Billy Stritch     | 4:58    |  |
| 11.            | "In the Wee Small Hours of the Morning"            | David Mann, Bob Hilliard      | 4:18    |  |
| Duração total: | Duração total:                                     | Duração total:                | 42:12   |  |

## Tabelas

### Tabelas semanais
| Tabela musical (1996)          | Melhor posição |
| ------------------------------ | -------------- |
| Estados Unidos (Billboard 200) | 156            |
| Reino Unido (UK Albums Chart)  | 58             |